# Biograf London

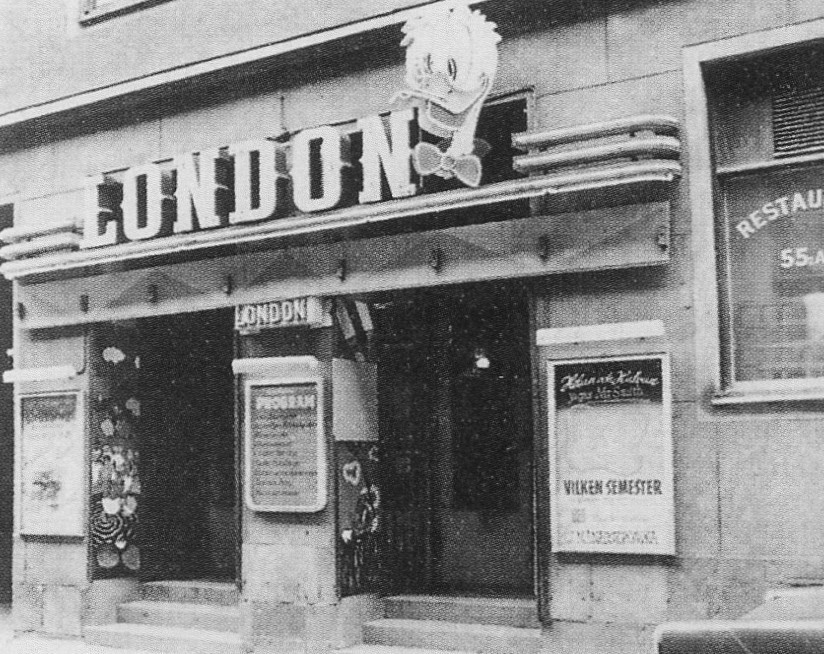
Biograf London på 1950-talet.

London var en biograf vid Bryggargatan 2 på Norrmalm i Stockholm. Biografen hette en kort tid  även Gamla Central-Biografen och Gyllene Gökens final. Den första filmen visades den 17 augusti 1907 och den sista den 28 februari 1982.

## Historia

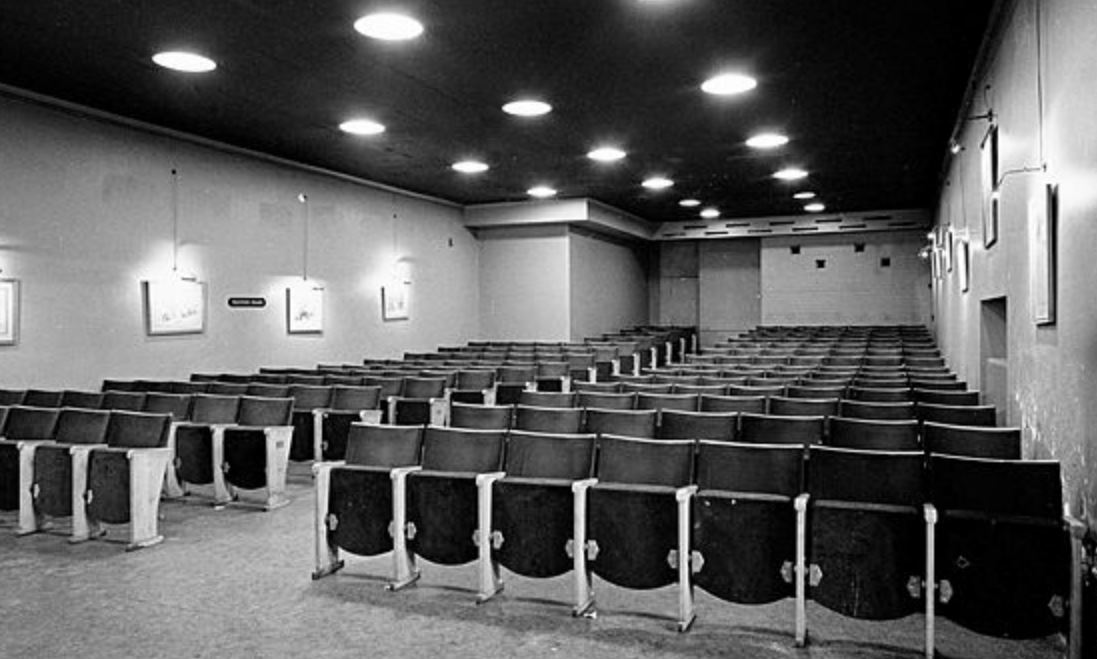
Londons salong 1981.

Londonbiografen öppnade den 17 augusti 1907 efter att fastigheten hade byggts om efter ritningar av arkitekt Rudolf Arborelius. Biografägaren var Nils Petter Nilsson, kallat Häst-Nisse och med tiden blev en av de stora biografägarna i Stockholm. Han drev dessförinnan en London-biograf i Templarordens hus tvärs över gatan (se Central-Biografen).
Biografen hade ett centralt läge vid Bryggargatan, strax väster om hörnet med Drottninggatan. Grannen var under många år Restaurant 55:an (uppkallad efter adressen Drottninggatan 55).
Ursprungligen fanns en bågformad baldakin över entrén som var dekorerad med en örn. Salongen hade i början 140 platser som senare ökades till 200 platser. Vid invigningen underhöll en orkester med sju man – det var fortfarande stumfilmstider. Efter ägarens död 1912 såldes biografen och fick heta Gamla Central-Biografen, som ändrades 1914 till Gyllene Gökens final, men samma år återkom det ursprungliga namnet London igen, vilket bibehölls till stängningen 1982. 
Under stumfilmstiden visades särskild Chaplin- filmer. Från hösten 1929 kunde man även erbjuda ljudfilm och 1931 blev London en kortfilmsbiograf med journalfilm, tecknad Disney och lustspel som Helan och Halvan på repertoaren. På 1930-talet moderniserades London och baldakinen ersattes av några neonrör samt biografens namn i versaler.
För att kunna överleva biografdöden började man visa sexfilmer på 1960-talet. Dessa blev allt hårdare och de sista åren fram till nedläggningen den 28 februari 1982 var London en av Stockholms hårdporrbiografer. Därefter byggdes lokalen om till restaurang Café London.